# Mukke aus der Unterschicht
Mukke aus der Unterschicht ist ein Streetalbum des deutschen Rappers Bizzy Montana. Es erschien am 8. Juni 2007 über das Plattenlabel ersguterjunge.

## Titelliste
1. Intro
2. Ersguterheckenschütze
3. Schlechte Nachrichten
4. Was willst du
5. Mukke aus der Unterschicht
6. Montag bis Sonntag
7. Verstehste (feat. Nyze)
8. Sie Rufen
9. Licht an der Strasse
10. Skit
11. Gebt auf
12. Unendlich (feat. CashMo)
13. Egal
14. Bang,Bang (feat. Yannick)
15. Immer das Gleiche
16. Kopfschmerzen Pt.II
17. Ticket hier raus
18. Immer noch (feat. Big Moh)
19. Kapiert
20. Outro

## Gastbeiträge
In dem Album gibt es vier Gastbeiträge, u. a. von Nyze (ehemaliger Labelpartner). Auch vertreten sind: CashMo, Yannick und BigMoh.

## Chartplatzierung
Das Album stieg in der ersten Verkaufswoche auf Platz 61 der Deutschen Albumcharts ein. In der nächsten Woche war es nicht mehr gelistet.